# Tele K

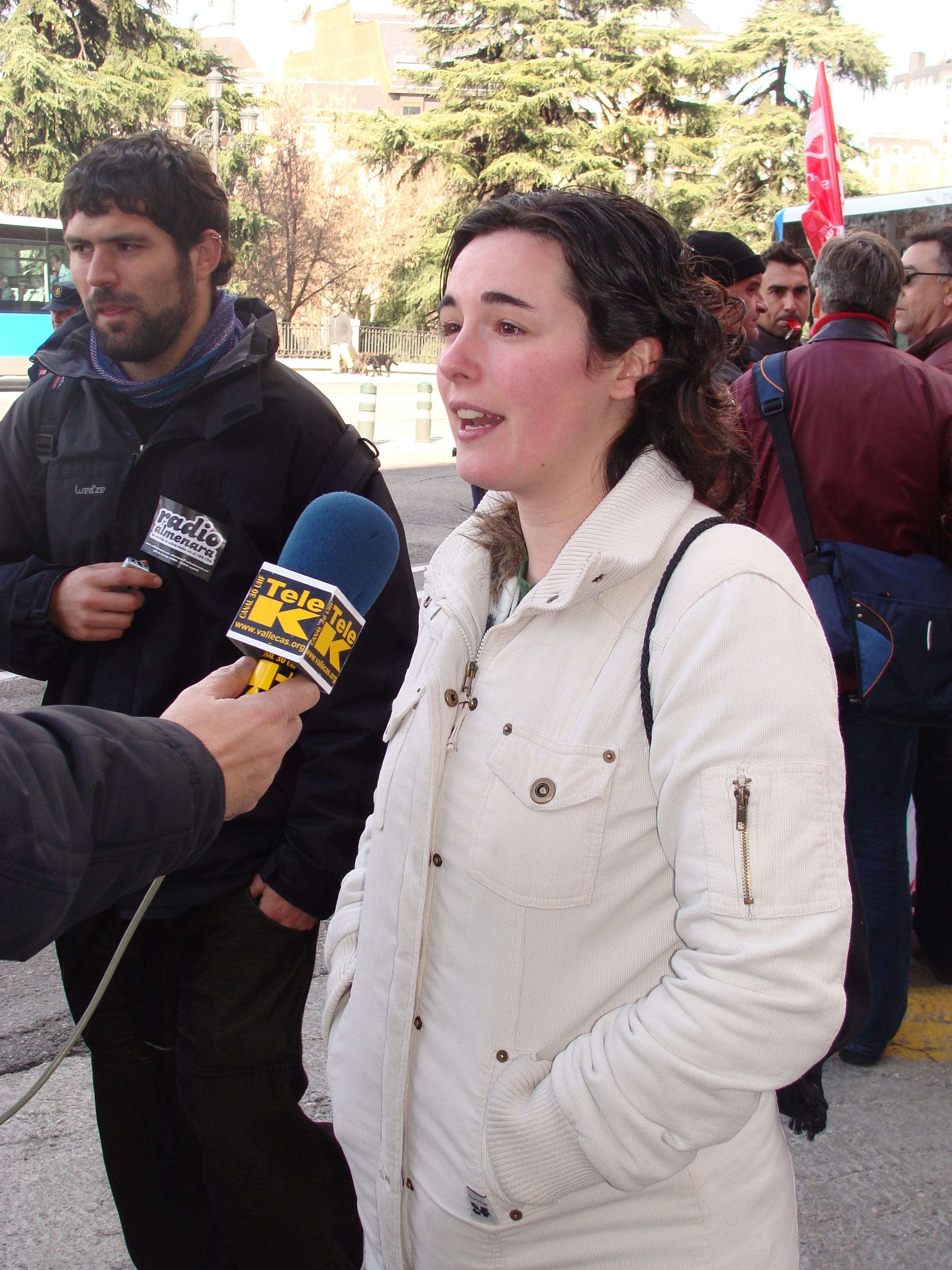
Miriam Meda (Radio Ritmo), entrevistada en Tele K

Tele K es una emisora de televisión del tercer sector, que emite desde Vallecas (Madrid) en abierto desde 1993 utilizando para ello la parte del espectro radioeléctrico no reservada a emisiones nacionales ni a emisiones autonómicas (frecuencias denominadas 'locales'). Tiene un importante carácter cultural, político  y social y está considerada como una de las televisiones locales más antiguas. Está federada y preside la Asociación de Televisiones Locales de la Comunidad de Madrid, y además es socia de la Red de Medios Comunitarios. 

## Historia
En el actual proceso de implantación de emisión en Televisión Digital Terrestre, Tele K no consiguió ninguna licencia de emisión, lo que pudo terminar suponiendo su cierre de manera definitiva. La pérdida de la nueva licencia, que también han experimentado otras cadenas de televisión locales que emiten desde hace años, resultó muy polémica porque la mayor parte de las nuevas adjudicaciones correspondieron a empresas formadas recientemente, tanto públicas como privadas. Durante ese tiempo, el canal corrió serio riesgo de desaparición toda vez que las emisiones locales cesaban en la Comunidad de Madrid el 1 de enero de 2008.
Sin embargo, el 4 de diciembre de 2007 el Senado de España reconoció a 20 emisoras sin ánimo de lucro, entre ellas Tele K, la posibilidad de obtener licencias locales para la TDT, al margen del concurso de la comunidad autónoma, dentro del marco de la Ley de Impulso a la Sociedad de la Información. Por lo tanto, la emisora recuperó su legalidad y podrá optar a una concesión de Televisión Digital Terrestre.
El 10 de marzo de 2010, en un acto celebrado en el Círculo de Bellas Artes de Madrid, Tele K firmó con Comisiones Obreras, UGT y la Federación Regional de Asociaciones de Vecinos de Madrid (FRAVM) un protocolo de intenciones para el desarrollo digital y mantenimiento de la emisora. Este protocolo contempla la elaboración de un plan de viabilidad y la creación de una fundación encargada de apoyar la gestión de la cadena. El viernes 12 de marzo, Tele K inicia oficialmente sus emisiones en el canal 30 de la TDT con un programa especial, denominado Espelonia, en el que participan, entre otros, el cómico Leo Bassi, el actor Willy Toledo, el doctor Luis Montes, Manuel Fuentes Revuelta (alcalde de Seseña), Pilar Manjón (presidenta de la Asociación 11-M Afectados del Terrorismo) o El Gran Wyoming (actor y presentador). Tras el apagón analógico, el canal cesó sus emisiones analógicas.
Desde hacía tiempo, el canal corría un riesgo serio de ser cerrado por falta de fondos y por no poder financiarse con publicidad, por lo que se lanzó una plataforma de apoyo a la cadena llamada SOS Tele K (a través de la web www.sostelek.es y www.vallecas.org), con la que se pretendió que voluntarios hicieran donaciones o aportaciones económicas al canal para su subsistencia. Durante un tiempo dejó de emitir para recaudar fondos, hasta que el 16 de enero de 2012 volvió a la señal de la TDT madrileña, tras reunir 35 000 euros.
Entre 2010 y 2013 en esta televisión se emitieron las tres primeras temporadas de La Tuerka, programa inicialmente presentado por Pablo Iglesias en el que participaban asiduamente también Miguel Urbán, Juan Carlos Monedero y Tania Sánchez. Ese programa permitió especialmente a Pablo Iglesias, alcanzar cierta notoriedad antes de fundar el partido Podemos a principio de 2014.
Entre 2013 y 2014 se emitieron 14 programas de "AFAIK, Al Fondo a la Izquierda", un programa coral, informativo, que tenía por intención dar voz a los que no tienen voz. Se realizaron entrevistas a Antonio López, Cuatro Ojos, Paco Pérez... y en esa línea a fotógrafos, artistas, activistas y se realizaron coberturas de las manifestaciones contemporáneas al programa.
Entre 2014 y 2017 se emitieron las primeras temporadas de Uhuru Afrika TV, una tertulia panafricanista presentada por Abuy Nfubea, en la que colaboraron y convergen miembros históricos del movimiento negro en España como elementos de la sociedad civil y política española y migrante.
Anteriormente los canales de TV pertenecientes a la Asociación de Televisiones Locales de la Comunidad de Madrid (Canal 33 Madrid, Mad 33, Tele K, Teleganés (TVL), Arganda TV, etcétera) estuvieron asociados para emitir algunos programas de Grupo Cadena Media, TeleSUR y Euronews, a la hora que más convenga a cada canal de TV.
En 2017 Tele K dejó de emitir el programa La Tuerka, cerró su programa estrella lunes a jueves de 22:00 a 00:30. Se cierra una etapa en la historia de las tertulias políticas. Tras siete largos años de debates y análisis, el programa, que creció al calor del 15M, baja la persiana definitivamente. En marzo de 2023 dicho programa migró con otro nombre y casi todos sus contertulios y presentadores migraron a la nueva cadena de TV llamada Canal RED. Algunos de sus presentadores y contertulios  habituales fueron: Pablo Iglesias Turrión, Juan Carlos Monedero, Íñigo Errejón, Carolina Bescansa, Rita Maestre, Ramón Espinar, etcétera. 
Desde finales de 2019 el canal está casi totalmente inactivo. Estudio K se proclama el sucesor del canal, a partir del impulso de la Coordinadora Municipal de Más Madrid.